# Giovanni Panetta
Giovanni Panetta (Pescosolido, 8 settembre 1956 – Anagni, 3 luglio 1999) è stato un politico italiano.

## Biografia
Laureato in Scienze politiche, è stato dirigente dell'ISPELS. Sposato, aveva due figli.
Viene eletto alla Camera nel 1996 con i Cristiani Democratici Uniti. Nel marzo 1998 aderisce all'Unione Democratica per la Repubblica, che lascia a ottobre dello stesso anno per passare al Centro Cristiano Democratico.
Muore in un incidente automobilistico nei pressi di Anagni il 3 luglio 1999, prende il suo posto alla Camera Grazia Sestini.